# 浅草の灯 (1937年の映画)
『浅草の灯』（あさくさのひ）は、1937年に公開された、島津保次郎の監督による日本映画。
原作は浜本浩の同名小説「浅草の灯」。

## スタッフ
- 監督 - 島津保次郎[1]
- 脚本 - 池田忠雄[1]
- 原作 - 浜本浩[3]
- 撮影 - 生方俊夫[1]
- 音楽 - 早乙女光[1]
- 編集 - 吉村公三郎[3]

## キャスト
- 上原謙 - 山上七郎[4]
- 高峰三枝子 - 小杉麗子[4]
- 夏川大二郎 - ボカ長・神田長次郎[4]
- 西村青児 - 佐々木紅光[4]
- 坪内美子 - お竜[4]
- 藤原か弥子 - 吉野紅子[4]
- 徳大寺伸 - 飛鳥井純[4]
- 杉村春子 - 松島摩利枝[4]
- 河村黎吉 - 大平軍治[4]
- 岡村文子 - 呉子[4]
- 斎藤達雄 - 藤井寛平[4]
- 武田秀郎 - 半田耕平[4]
- 笠智衆 - 香取真一[4]
- 磯野秋雄 - 仙吉[4]
- 赤城正太郎 - 福松[4]
- 日守新一 - 太公[4]
- 近衛敏明 - 仁村[4]
- 山内光 - 荒川監督[4]
- 伊東光一 - 桜木[4]
- 小林十九二 - 香具師[4]
- 大塚君代 - カルメンの踊り子[4]
- 東山光子 - カルメンの踊り子[4]
- 森川まさみ - カルメンの踊り子[4]
- 八雲恵美子 - カルメンの踊り子[4]
- 小牧和子 - カルメンの踊り子[4]
- 河原侃二 - 奥役[4]

## 受賞歴
- 1937年度 第14回キネマ旬報賞
  - 日本映画ベスト・テン10位 『浅草の灯』（島津保次郎監督）[5]

## リメイク

### 映画
- 1956年3月11日 『浅草の灯』　大映東京　田中重雄監督 [6]
- 1964年3月14日 『浅草の灯 踊子物語』　日活　斎藤武市監督 [7]

### テレビドラマ
- 1963年9月29日 22:00 - 23:00、NET『シオノギ日本映画名作ドラマ』で放送。出演は夏川大二郎、根岸明美、本間千代子、千葉真一、清川新吾、里見浩太郎ほか[8]。